# Michael Zeno Diemer

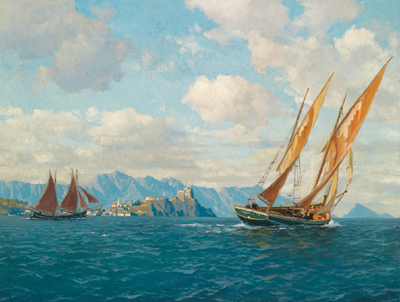
La costiera dalmata (1939).

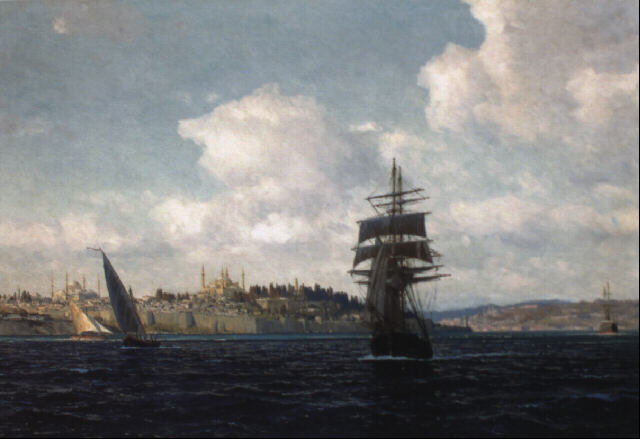
Costantinopoli (1939).

Michael Zeno Diemer (Monaco di Baviera, 8 febbraio 1867 – Oberammergau, 28 febbraio 1939) è stato un pittore tedesco.

## Biografia
Nacque sotto il Regno di Baviera, nella capitale: Monaco. Nel 1884, avviò il suo percorso formativo all'arte presso l'Accademia delle Belle Arti della sua città natale, dove studiò assieme a Gabriel Hackl ed Alexander von Liezen-Mayer.